# Barbarism
Barbarism är ett mångtydigt ord för att beteckna språkfel i användningen av klassiska språk (grekiska och latin); från 1800‑talet har ordet även använts om fel i icke‑klassiska språk. I den mån ordet  barbarism har en specifik deskriptiv eller preskriptiv mening, tenderar termen att användas om felaktig (icke-klassisk) ordbildning. En barbarism är alltså felaktig morfologi: felaktig hopsättning av ordelement från olika språk till ett nytt ord.
Television är en barbarism eftersom tele‐ är grekiska och ‑vision är latin. En svensk barbarism är ”byggnation”, som har klandrats eftersom det satts samman av en svensk ordrot (byggna‑) och det latinska ‑tion. En svårupptäckt barbarism är det engelska coastal (kustlig). Coast‐ kommer visserligen ursprungligen från latinet, men diftongen ‑oa‑ visar att det nu är ett engelskt ord som fått en engelsk form; på latin heter det cost‐. Ett ord format av de korrekta latinska elementen cost‑ och ‑al skulle vara *costal.
Att klandra eller ingripa mot barbarismer är i de flesta fall utsiktslöst och teoretiskt fel, eftersom språk utvecklas genom bruk och inte styrs av kunskap om klassiska språk som blott en minoritet besitter.

## Barbarism och solecism
Om man sätter ihop ord felaktigt till en mening kan det kallas en solecism. Solecism kan, liksom barbarism, betyda olika slags språkfel, men om man använder barbarism i den inskränkta betydelsen ordbildningsfel och solecism i den inskränkta betydelsen meningsbyggnadsfel (syntaxfel), får man ett kompletterande ordpar. Ordparet barbarism–solecism förklarades på svenska av Sven Hof 1782 på detta sätt:
Således kunna barbariska ord brukas utan någon solecism, när det sker efter språkets art; hwaremot af de bästa och brukligaste ord blifwa solecismer…, då Språkets art wid dem icke iakttages.
Sven Hof menar i citatet ovan att felaktigt bildade ord kan sättas ihop till grammatiskt riktiga meningar, men korrekta ord kan sättas ihop till solecismer, om man inte följer de syntaktiska reglerna. Exempel:
- Jag tror att byggnationen inte är godkänd av stadsbyggnadkontoret – Meningen innehåller en barbarism: ”byggnation”.
- Jag tror att byggnaden är inte godkänd av stadsbyggnadkontoret – Meningen innehåller en solecism: ordföljden skall vara ”byggnaden inte är godkänd”.